# Liste bekannter Historiker der Tiermedizin
Die Liste bekannter Historiker der Veterinärmedizin verzeichnet habilitierte oder anderweitig ausgewiesene Fachleute auf dem Gebiet der Geschichte der Veterinärmedizin.
- Gudmund Björck (1905–1955), schwedischer Altphilologe
- Anne-Marie Doyen-Higuet (*), belgische Altphilologin
- Angela von den Driesch (1934–2012), deutsche Archäozoologin
- Klaus-Dietrich Fischer (* 1948), deutscher Altphilologe
- Reinhard Froehner (1868–1955), deutscher Tierarzt
- Karl Hoppe (1868–1946), deutscher Altphilologe
- Anne McCabe (* 1971), britische Altphilologin
- Eugen Oder (1862–1926), deutscher Altphilologe